# O Jardim Encantado
O Jardim Encantado (Inglês : The Enchanted Garden) é uma pintura do pintor inglês John William Waterhouse, pintada em 1917, óleo sobre tela, 115,5 x 160 centímetros de tamanho. Destaca uma história do Decameron, sobre a fiel Dianora que está sendo enganada por seu amante Ansaldo. A pintura faz parte da coleção da Galeria de Arte Lady Lever.
Em 1916, Waterhouse já fez outro trabalho baseado no livro de Boccaccio, intitulado Um Conto de Decamerão, que agora está no mesmo museu.

## Decamerão
O Decamerão é a obra-prima do escritor italiano Giovanni Boccaccio (1313-1375). O trabalho consiste em cem histórias contadas por três homens e sete mulheres durante uma estadia de catorze dias em uma bela propriedade, fugindo da epidemia de peste florentina de 1348 . Durante a Primeira Guerra Mundial, uma catástrofe que poderia suportar completamente o método de comparação da peste medieval, Waterhouse pintou duas pinturas com o tema Decamerone, para serem vistas como alegorias de sua própria situação, pintando a uma distância segura na Inglaterra.

## Tema
O Jardim Encantado destaca a quinta história no décimo dia, lidando com a esposa extremamente leal, Dianora, que está sendo cortejada por Ansaldo, conhecido como encantador irresistível. Ela foge dele, prometendo que só desistirá se ele lhe mostrar um jardim que está florescendo em janeiro. Parece impossível, mas com a ajuda de um mago, mostrado na pintura à esquerda, com um graveto, Ansaldo consegue fazê-lo. Ao mesmo tempo, no entanto, ele libera Dianora de sua promessa mal considerada. A pintura mostra o momento em que Dianora, de túnica rosa, deixa transparecer o gesto magnânimo de Ansaldo. 

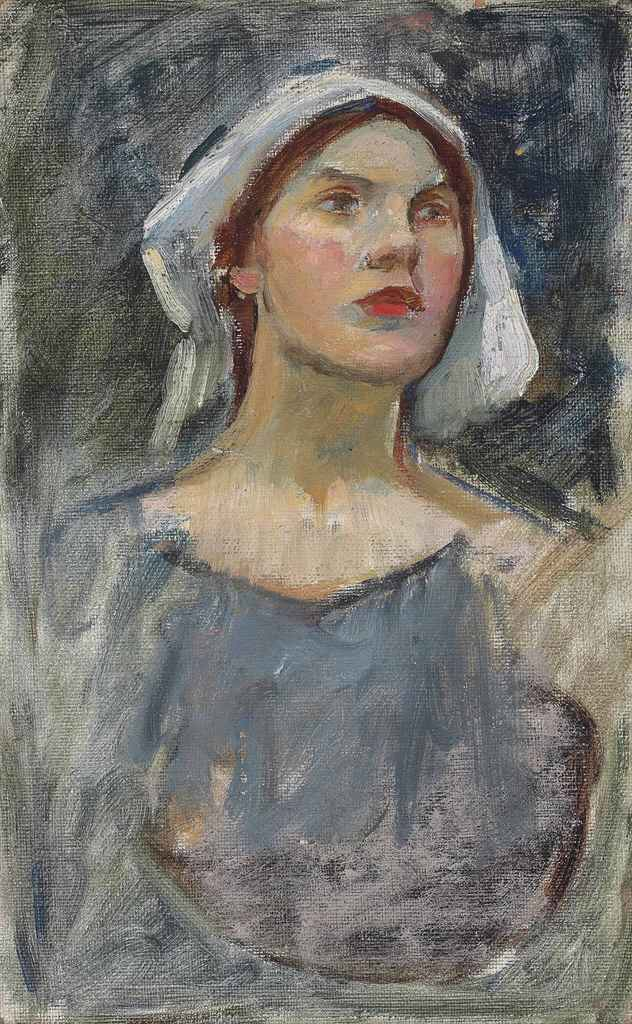
Estudo de uma cabeça para uma das figuras

Em seu estilo estético característico, com esquemas de cores vivas, Waterhouse discute temas como o amor proibido e a paixão reprimida. Eles são simbolizados e sugeridos pelo jardim mágico e refletidos liricamente nos rostos e gestos introspectivos das figuras.

## Recepção e apreciação
O Jardim Encantado seria a última pintura de Waterhouse. Na sua morte, ainda não estava totalmente concluído em seu estúdio. Ele já havia declarado, no entanto, que a pintura deveria formar um díptico com seu Decamerão . Ambas as obras foram exibidas inicialmente separadamente na Royal Academy of Arts, mas eventualmente reunidas pelos Museus Nacionais de Liverpool, que adquiriram Decamerão em 1916 e O Jardim Encantado em 1922. Inicialmente, as obras eram mornas pelas críticas inglesas porque esse tipo de trabalho, rotulado vitoriano, foi descartado como tradicional e antiquado por volta do final da Primeira Guerra Mundial . No final do século XX, no entanto, o interesse pelo trabalho de Waterhouse aumentou acentuadamente, com seus dois trabalhos sobre o Decamerão em particular sendo contados entre suas obras-primas.

## Literatura e fonte
- Peter Trippi e outros: JW Waterhouse; enfeitiçado por mulheres . Museu Groninger, Academia Real de Artes, Museu de Belas Artes de Montreal, 2010. ISBN 9789085864837